# Fundació Espais

Un grup de gent davant del local del carrer Bisbe Lorenzana durant la inauguració d'una exposició. Juny del 1995.

La Fundació Espais (1987-2008) fou una fundació privada sense ànim de lucre nascuda el 19 de març de 1987 amb el nom d'Espais. Centre d'Art Contemporani, amb seu al carrer Bisbe Lorenzana, 31-33 de Girona. L'any 2001 es traslladen al local del carrer del Pou Rodó número 7-9, baixos, de Girona.  Es tractava d'un centre especialitzat en art contemporani que tenia per objecte l'experimentació i la innovació en les arts visuals. A més, també disposava d'una biblioteca i d'un centre de documentació.
D'entre les activitats més destacades, a més de les exposicions, es realitzaven performances, accions artístiques, recitals poètics, projeccions, espectacles de dansa, conferències, col·loquis, presentacions de llibres, videoclips i concerts de música contemporània, entre d'altres propostes artístiques, culturals i editorials, com la publicació de la revista insígnia Papers d'art.
La Fundació Espais va publicar-ne 93 números ordinaris des del 1987 fins al 2007. El 2008 van treure dos números especials: un per commemorar l'aniversari de la Fundació i l'altre amb el text d'un treball que va obtenir la menció especial del jurat a la XX edició del Premi Espais a la Crítica d'Art. El 2009, ja sota la direcció de Ricard Planas i la producció de Bonart SL, va aparèixer el número 94 de la revista, el darrer de la seva trajectòria. La personalitat més estable en les tasques d'edició de Papers d'Art fou Carme Ortiz. Malgrat Jordi Vidal ostentava la direcció editorial com a president de la Fundació, Ortiz va estar sempre vinculada a la direcció tècnica. L'acompanyaren en aquesta feina altres companyes del centre que es van anar rellevant entre elles: Glòria Bosch, Pilar Sanz, Assumpta Bassas i Anna Capella. Magdala Perpinyà i Jordi Font entomen el pes sencer de la redacció l'any 1993. Al llarg dels vint anys d'història Papers d'Art va acumular una nòmina de prop d'un miler de col·laboradors i articulistes.
El Servei de Gestió Documental, Arxius i Publicacions de l’Ajuntament de Girona va digitalitzar la revista Papers d'Art l’any 2023 i està a disposició pública al web del servei.
A partir de l'any 1989, les funcions del centre es van ampliar amb la creació del Premi Espais a la Creació i a la Crítica d'Art. Es tractava d'un certamen nascut amb la voluntat de retre un reconeixement públic a la feina de crítics, historiadors i museòlegs, d' orientar, informar, presentar i reflexionar sobre els moviments artístics, els artistes i la seva projecció. D'acord amb les bases de les primeres edicions, els treballs presentats no eren originals, sinó publicats en premsa, emesos per televisió o radiats en antena. A partir de l'any 1998, l'acte de lliurament dels premis va anar precedit de la Trobada a Girona de Crítics i Historiadors de l'Art. A l'any 2004 la modalitat de projecte expositiu fou substituïda per la concessió d'una beca-ajut a la creació artística.
La Fundació Espais va remetre les seves activitats l'any 2008. Posteriorment hi hagué una iniciativa per reactivar-la sota el lideratge de Ricard Planas, però aquest intent va decaure definitivament amb la dissolució de la Fundació l'abril del 2010. Actualment el local de Pou Rodó acull el Bòlit. Centre d'Art Contemporani, de titularitat municipal. Una placa commemorativa a la façana de l'edifici recorda que la Fundació Espais va tenir la seu en aquell mateix indret.
Amb la voluntat de donar a conèixer la diversitat dels seus fons, l'any 2024 el Museu d’Història de Girona va presentar una exposició al voltant de la ingent tasca desenvolupada per la Fundació Espais durant dues dècades. El seu paper fou molt rellevant en l’àmbit expositiu, però potser encara més ho fou per la seva dedicació a la història i la crítica d’art, donant veu a tota una generació de crítics d’art catalans i de la resta de l’Estat.